# Mark Mori
Mark Mori és un documentalista, cineasta, productor de televisió i guionista de sèries de televisió estatunidencs.
Va produir i dirigir Bettie Page Reveals All, la pel·lícula documental autoritzada sobre la vida del model pin-up, Bettie Page, llançat el 2012. Anteriorment, Mori va produir i dirigir Building Bombs, nominada a l'Oscar al millor documental el 1990 (estrena en DVD per Docurama/Nou vídeo el 2005), fou productor executiu de Blood Ties: The Life and Work of Sally Mann, curt documental nominat a l'Oscar l'any 1993; va rebre un Premi Emmy per l'especial documental de televisió, Kent State, the Day the War Came el 2000; va co-produir The Fire This Time, nominada al Gran Premi del Jurat i documental Festival de Cinema de Sundance de 1994 i el 2000, va ser productor executiu i va dirigir, el documental de televisió d'investigació, Wayne Williams and the Atlanta Child Murders  per a Court TV. Mori també va fundar la productora Single Spark Pictures el 1996.

## Pel·lícules

### Building Bombs
La primera pel·lícula documental de Mori Building Bombs va tenir una estrena limitada a les sales el 1989. Fou nominada als Premis Oscar de 1990 i es va tornar a estrenar el 1991. Mori va produir i dirigir la pel·lícula amb Susan J. Robinson. Narrada per Jane Alexander, la pel·lícula documenta la fàbrica de bombes nuclears de la Savannah River Plant a Aiken, Carolina del Sud, que es va utilitzar per fabricar grans quantitats de material fissil per a l'arsenal nuclear dels Estats Units.

### Blood Ties: The Life and Work of Sally Mann
Blood Ties: The Life and Work of Sally Mann és un curtmetratge documental de 1994 dirigit per Steven Cantor. Va ser nominat a un Oscar al millor curtmetratge documental.

### Kent State: The Day the War Came Home
Kent State: The Day the War Came Home, dirigida per Chris Triffo i produïda per Mark Mori, va incloure entrevistes amb estudiants ferits, testimonis oculars, guàrdies i familiars d'estudiants assassinats en els tirotejos de Kent State el 4 de maig de 1970. Va ser llançat per The Learning Channel (TLC) l'any 2000 i va rebre el premi Emmy a Antecedents/Anàlisis d'una única història actual.

## Sèries de televisió

### Raw Footage
Raw Footage va ser la primera sèrie original de The Independent Film Channel (IFC) que va acollir Alec Baldwin amb entrevistes amb directors de cinema independents.